# Baseball aux Jeux olympiques d'été de 2008 - Qualifications
Huit équipes nationales se sont qualifiées pour le tournoi de baseball aux Jeux olympiques d'été de 2008. En plus de la Chine, qualifiée comme pays organisateur, deux équipes américaines, une équipe asiatique et une équipe européenne se sont qualifiées lors des tournois continentaux. Les trois dernières équipes se sont qualifiées lors du tournoi de qualification olympique.

## Équipes qualifiées
| Critère de qualification                                                                                          | Pays         | Participation aux JO |
| --- | ------------ | -------------------- |
| Pays organisateur                                                                                                 | Chine        | 1re                  |
| Vainqueur et deuxième du tournoi de qualification des Amériques du 25 août au 7 septembre 2006 à La Havane, Cuba. | États-Unis   | 4e                   |
| Vainqueur et deuxième du tournoi de qualification des Amériques du 25 août au 7 septembre 2006 à La Havane, Cuba. | Cuba         | 5e                   |
| Vainqueur du championnat d'Europe du 7 au 16 septembre 2007 à Barcelone, Espagne.                                 | Pays-Bas     | 4e                   |
| Vainqueur du Championnat d'Asie de baseball 2007 du 27 novembre au 3 décembre 2007 à Taichung, Taïwan             | Japon        | 5e                   |
| Premier, deuxième, et troisième du tournoi de qualification olympique du 7 au 14 mars 2008 à Taïwan.              | Canada       | 2e                   |
| Premier, deuxième, et troisième du tournoi de qualification olympique du 7 au 14 mars 2008 à Taïwan.              | Corée du Sud | 3e                   |
| Premier, deuxième, et troisième du tournoi de qualification olympique du 7 au 14 mars 2008 à Taïwan.              | Taïwan       | 3e                   |

Chinese Taipei est le nom anglais officiel donné par le Comité international olympique pour l'équipe qui représente Taïwan.

## Qualifications

### Tournoi de qualification des Amériques
| Qualifications Amériques |                  |   |   |       |
| Place                    | Pays             | V | D | %     |
| Groupe A                 |                  |   |   |       |
| 1                        | Cuba             | 5 | 0 | 1.000 |
| 2                        | Panama           | 4 | 1 | .800  |
| 3                        | Nicaragua        | 3 | 2 | .600  |
| 4                        | Rép. dominicaine | 2 | 3 | .400  |
| 5                        | Colombie         | 1 | 4 | .200  |
| 6                        | Équateur         | 0 | 5 | .000  |
| Groupe B                 |                  |   |   |       |
| 1                        | États-Unis       | 4 | 1 | .800  |
| 2                        | Mexique          | 4 | 1 | .800  |
| 3                        | Canada           | 3 | 2 | .600  |
| 4                        | Venezuela        | 2 | 3 | .400  |
| 5                        | Porto Rico       | 1 | 4 | .200  |
| 6                        | Brésil           | 1 | 4 | .200  |

Sans grande surprise, le tournoi de qualification des Amériques a vu se qualifier les deux équipes qui gagnent habituellement les coupes du monde : les États-Unis et Cuba.
Le tournoi, qui s'est joué à La Havane, s'est déroulé en deux phases : les douze équipes étaient réparties en deux groupes de six et affrontaient chaque équipe de leur groupe du 25 au 30 août.
Les quatre meilleures équipes de chaque groupe étaient qualifiées pour le second tour, où elles conservaient les résultats acquis face aux équipes encore en lice.
Elles affrontaient du 1er au 5 septembre les quatre équipes de l'autre groupe.
Cuba a perdu face aux États-Unis 5-8 dans le dernier match, alors que les États-Unis avaient perdu face au Venezuela au premier tour 9-12. Ces équipes ont gagné tous leurs autres matchs, et ont fini aux première et deuxième places du tournoi, qualificatives pour les Jeux olympiques de Pékin.
En plus des deux équipes qualifiées directement pour les JO, le Mexique et le Canada participeront au tournoi de qualification olympique qui désignera trois qualifiés parmi huit équipes. Le Mexique, le Canada, le Venezuela et le Panama se sont qualifiés pour la trente-septième coupe du monde de baseball à Taipei en 2007.

### Championnat d'Europe de baseball
Le Championnat d'Europe de baseball a eu lieu du 7 au 16 septembre 2007. Les Pays-Bas, champion d'Europe sont qualifiés directement. L'Espagne et l'Allemagne participeront au tournoi de qualification olympique.

### Championnat d'Asie de baseball
Le championnat d'Asie de baseball a eu lieu du 27 novembre au 3 décembre 2007. Le Japon, champion d'Asie est qualifié directement. La Corée du Sud et Taïwan, respectivement deuxième et troisième, participeront au tournoi de qualification olympique.

### Tournoi de qualification africain
Le tournoi de qualification africain a eu lieu du 15 au 17 décembre 2007 à Johannesburg (Afrique du Sud). L'équipe d'Afrique du Sud s'est qualifiée pour le tournoi de qualification olympique.

#### Résultats
| Date         | Heure | Stade        | Recevant       | Visiteur       | Score   | Notes     |
| ------------ | ----- | ------------ | -------------- | -------------- | ------- | --------- |
| 15 septembre | 9h00  | Johannesburg | Ghana          | Cameroun       | 22 - 0  |           |
| 15 septembre | 9h00  | Johannesburg | Nigéria        | Zimbabwe       | 17 - 3  |           |
| 15 septembre | 12h20 | Johannesburg | Cameroun       | Lesotho        | 1 - 18  |           |
| 15 septembre | 12h20 | Johannesburg | Zimbabwe       | Afrique du Sud | 0 - 20  |           |
| 15 septembre | 15h30 | Johannesburg | Nigéria        | Ghana          | 13 - 5  |           |
| 15 septembre | 15h30 | Johannesburg | Lesotho        | Afrique du Sud | 0 - 29  |           |
| 16 septembre | 12h20 | Johannesburg | Cameroun       | Afrique du Sud | 1 - 16  | 5 manches |
| 16 septembre | 12h20 | Johannesburg | Ghana          | Zimbabwe       | 3 - 1   | 6 manches |
| 17 septembre | 9h00  | Johannesburg | Zimbabwe       | Cameroun       | 19 - 11 | 7 manches |
| 17 septembre | 9h00  | Johannesburg | Nigéria        | Afrique du Sud | 2 - 12  | 8 manches |
| 17 septembre | 9h00  | Johannesburg | Ghana          | Lesotho        | 11 - 5  |           |
| 17 septembre | 12h00 | Johannesburg | Cameroun       | Nigéria        | 5 - 22  | 6 manches |
| 17 septembre | 12h00 | Johannesburg | Afrique du Sud | Ghana          | 15 - 0  | 7 manches |
| 17 septembre | 12h00 | Johannesburg | Zimbabwe       | Lesotho        | 7 - 4   |           |
| 17 septembre | 15h00 | Johannesburg | Nigéria        | Lesotho        | -       | annulé    |

1. 1 2 3  Programmé le 16 septembre, reporté en raisons des conditions climatiques

#### Classement
| Pl. | Équipe         | J | V | D | PM | PC | %     |
| --- | -------------- | - | - | - | -- | -- | ----- |
| 1   | Afrique du Sud | 5 | 5 | 0 | 92 | 3  | 1.000 |
| 2   | Nigéria        | 4 | 3 | 1 | 54 | 25 | .750  |
| 3   | Ghana          | 5 | 3 | 2 | 41 | 34 | .600  |
| 4   | Zimbabwe       | 5 | 2 | 3 | 30 | 55 | .400  |
| 5   | Lesotho        | 4 | 1 | 3 | 27 | 48 | .250  |
| 6   | Cameroun       | 5 | 0 | 5 | 18 | 97 | .000  |

J : rencontres jouées, V : victoires, D : défaites, PM : points marqués, PC : points concédés, % : pourcentage de victoire.

### Championnat d'Océanie de baseball
À la suite du retrait de l'équipe de Nouvelle-Zélande de la finale du championnat d'Océanie, l'Australie a été désignée comme représentant de la confédération pour le tournoi de qualification olympique.

### Tournoi de qualification olympique
Le tournoi de qualification olympique a eu lieu du 7 au 14 mars 2008. Les deux équipes européennes (Espagne et Allemagne) et les deux équipes asiatiques (Taïwan et Corée du Sud) se sont disputé les trois dernières places qualificatives avec le Mexique, le Canada, l'Afrique du Sud et l'Australie.

#### Résultats
| Date    | Heure | Stade            | Recevant       | Visiteur       | Score   | Notes      |
| ------- | ----- | ---------------- | -------------- | -------------- | ------- | ---------- |
| 7 mars  | 12h30 | Intercontinental | Afrique du Sud | Corée du Sud   | 0 - 5   |            |
| 7 mars  | 12h30 | Douliou          | Mexique        | Canada         | 10 - 15 |            |
| 7 mars  | 18h30 | Douliou          | Allemagne      | Australie      | 1 - 4   |            |
| 7 mars  | 19h00 | Intercontinental | Taïwan         | Espagne        | 13 - 3  | 7 manches  |
| 8 mars  | 12h30 | Intercontinental | Canada         | Afrique du Sud | 10 - 0  | 7 manches  |
| 8 mars  | 12h30 | Douliou          | Mexique        | Taïwan         | 1 - 6   |            |
| 8 mars  | 18h30 | Intercontinental | Corée du Sud   | Australie      | 16 - 2  | 7 manches  |
| 8 mars  | 18h30 | Douliou          | Espagne        | Allemagne      | 0 - 1   |            |
| 9 mars  | 12h30 | Douliou          | Australie      | Canada         | 10 - 5  |            |
| 9 mars  | 12h30 | Intercontinental | Allemagne      | Taïwan         | 0 - 2   |            |
| 9 mars  | 18h30 | Intercontinental | Afrique du Sud | Espagne        | 1 - 2   |            |
| 9 mars  | 18h30 | Douliou          | Corée du Sud   | Mexique        | 6 - 1   |            |
| 10 mars | 12h30 | Intercontinental | Allemagne      | Afrique du Sud | 4 - 3   |            |
| 10 mars | 12h30 | Douliou          | Espagne        | Corée du Sud   | 5 - 14  |            |
| 10 mars | 18h30 | Intercontinental | Taïwan         | Canada         | 5 - 6   | 10 manches |
| 10 mars | 18h30 | Douliou          | Australie      | Mexique        | 4 - 7   |            |
| 12 mars | 12h30 | Douliou          | Canada         | Espagne        | 11 - 0  | 7 manches  |
| 12 mars | 12h30 | Intercontinental | Corée du Sud   | Allemagne      | 12 - 1  | 7 manches  |
| 12 mars | 18h30 | Douliou          | Taïwan         | Australie      | 5 - 0   |            |
| 12 mars | 18h30 | Intercontinental | Mexique        | Afrique du Sud | 5 - 0   |            |
| 13 mars | 12h30 | Intercontinental | Australie      | Espagne        | 9 - 0   |            |
| 13 mars | 12h30 | Douliou          | Allemagne      | Mexique        | 0 - 4   |            |
| 13 mars | 18h30 | Douliou          | Afrique du Sud | Taïwan         | 0 - 4   |            |
| 13 mars | 18h30 | Intercontinental | Canada         | Corée du Sud   | 4 - 3   |            |
| 14 mars | 12h30 | Douliou          | Afrique du Sud | Australie      | 11 - 13 |            |
| 14 mars | 12h30 | Intercontinental | Espagne        | Mexique        | 1 - 2   |            |
| 14 mars | 18h30 | Douliou          | Canada         | Allemagne      | 2 - 1   | 10 manches |
| 14 mars | 18h30 | Intercontinental | Taïwan         | Corée du Sud   | 3 - 4   |            |

#### Classement
| Pl. | Équipe         | J | V | D | PM | PC | %    |
| --- | -------------- | - | - | - | -- | -- | ---- |
| 1   | Canada         | 7 | 6 | 1 | 53 | 29 | .857 |
| 2   | Corée du Sud   | 7 | 6 | 1 | 60 | 16 | .857 |
| 3   | Taïwan         | 7 | 5 | 2 | 38 | 14 | .714 |
| 4   | Mexique        | 7 | 4 | 3 | 30 | 32 | .571 |
| 5   | Australie      | 7 | 4 | 3 | 42 | 45 | .571 |
| 6   | Allemagne      | 7 | 2 | 5 | 8  | 27 | .286 |
| 7   | Espagne        | 7 | 1 | 6 | 11 | 51 | .143 |
| 8   | Afrique du Sud | 7 | 0 | 7 | 15 | 43 | .000 |

L'équipe du Canada prend la première place grâce à sa victoire 4 à 3 sur l'équipe de Corée du Sud. L'équipe du Mexique prend la quatrième place grâce à sa victoire 7 à 4 sur l'équipe d'Australie.
J : rencontres jouées, V : victoires, D : défaites, PM : points marqués, PC : points concédés, % : pourcentage de victoire.
À l'issue d'une semaine de tournoi, le Canada, la Corée du Sud et Taïwan se sont qualifiés pour le tournoi des Jeux Olympiques.